# William Easton (Tennisspieler)
William Smith Easton (* 25. Januar 1875 in Hannibal, Missouri; † 29. August 1928 in Asheville, North Carolina) war ein US-amerikanischer Tennisspieler.

## Biografie
Es ist nichts über die sportlichen Aktivitäten Eastons neben den Olympischen Sommerspielen 1904 in St. Louis bekannt. Beim Tenniswettbewerb nahm er lediglich am Einzel teil. Hier verlor er in seinem ersten Match gegen Ralph McKittrick in zwei Sätzen und schied aus.